# Emiliano Tade
Emiliano Tade (3 de marzo de 1988; Santiago del Estero, Argentina) es un futbolista argentino que juega como delantero en el Auckland City F. C. de la New Zealand National League.
Tiene el récord de más participaciones consecutivas en la Copa Mundial de Clubes de la FIFA, apareciendo con el Auckland City en siete torneos consecutivos entre 2011 y 2017. Actualmente es el máximo goleador histórico del Auckland City, así como el máximo goleador en la historia del antiguo Campeonato de Fútbol de Nueva Zelanda.

## Trayectoria

### Inicios
Tade creció jugando en el Club Atlético Mitre. En lugar de seguir una carrera en el fútbol, Tade estaba estudiando para convertirse en abogado antes de mudarse a Nueva Zelanda en abril de 2010. Después de que Martín Pereyra, un compatriota argentino que jugaba en Nueva Zelanda le sugirió una oferta por el equipo semiprofesional, Wellington United, Tade comenzó su carrera futbolística en el club.
Las actuaciones de Tade en la Central Premier League impresionaron al entrenador del equipo, Stu Jacobs, y Tade fichó por el club para disputar el Campeonato de Fútbol de Nueva Zelanda antes de la temporada 2010-11, donde anotó seis goles en 16 apariciones en su temporada de debut en la máxima categoría de Nueva Zelanda.

### Auckland City
La temporada siguiente, Tade selló su fichaje por el Auckland City, uniéndose a un contingente hispano que incluía a Andreu Guerao, Manel Expósito, Albert Riera, Ángel Berlanga y Luis Corrales.
Tade ganó la bota de oro tanto en la ASB Premiership 2013-14 como en la Liga de Campeones de la OFC 2014. También ganó su primer campeonato de liga esa temporada, anotando el único gol en la final cuando el Auckland City venció al Team Wellington el 16 de marzo de 2014.
Debido al dominio del Auckland City en la Liga de Campeones de la OFC, ganando la competencia durante siete temporadas consecutivas, Tade apareció en un récord de siete competencias consecutivas de la Copa Mundial de Clubes de la FIFA entre 2011 y 2017. Esto incluyó la carrera histórica de Auckland City en la Copa Mundial de Clubes de la FIFA 2014 donde cayó ante el gigante argentino San Lorenzo en la semifinal, antes de derrotar al Cruz Azul en el desempate por el tercer lugar. Sus actuaciones en el torneo le valieron un traslado al Club Atlético Mitre del Torneo Federal A antes de la temporada 2015; sin embargo duró menos de una temporada antes de regresar al Auckland.

### Sudáfrica

#### AmaZulu
El 26 de mayo de 2018, Tade confirmó que se había mudado al AmaZulu FC de la Liga Premier de Sudáfrica luego de una prueba exitosa. Hizo su debut con el Usuthu en una victoria por 1-0 sobre el Baroka FC el 4 de agosto de 2018. Rápidamente comenzó a impresionar durante su estadía en Sudáfrica, formando una sólida asociación con Bongi Ntuli y siendo ampliamente considerado como uno de los delanteros más peligrosos de la liga. Después de una productiva primera mitad de la temporada en la que Tade anotó siete goles en todas las competiciones y ganó los honores de Jugador del Mes en noviembre y diciembre, atrajo el interés de los clubes más grandes de la liga.

#### Mamelodi Sundowns
El 31 de enero de 2019, los campeones reinantes, Mamelodi Sundowns, anunciaron el fichaje de Emiliano Tade por una tarifa no revelada, que se cree que ronda los 6 millones de rand que también incluía la transferencia permanente de Bongi Ntuli, anteriormente cedido a AmaZulu, en la otra dirección. Mamelodi pasó a ganar el título de esa temporada, con Tade contribuyendo dos goles en 12 partidos con el club.
Su próxima temporada en Sudáfrica estuvo plagada de lesiones y problemas personales; Tade no apareció para Sundowns y finalmente solicitó la liberación de su contrato, citando constantes problemas de lesiones, nostalgia y el deseo de dejar de jugar profesionalmente. Tade acordó una rescisión mutua del contrato y fue liberado oficialmente el 11 de diciembre de 2019, regresando con su familia en Nueva Zelanda.

### Regreso al Auckland City
El 13 de enero de 2020, Auckland City confirmó que Tade había regresado al club junto a Tom Doyle.

## Estadísticas
| Club                 | País          | Año           | Part. | Goles | Prom. |
| -------------------- | ------------- | ------------- | ----- | ----- | ----- |
| Team Wellington      | Nueva Zelanda | 2010 - 2011   | 16    | 6     | 0.38  |
| Auckland City        | Nueva Zelanda | 2011 - 2015   | 73    | 48    | 0.66  |
| Mitre (SdE) (cedido) | Argentina     | 2015          | 14    | 3     | 0.21  |
| Auckland City        | Nueva Zelanda | 2016 - 2018   | 70    | 49    | 0.7   |
| AmaZulu              | Sudáfrica     | 2018 - 2019   | 20    | 7     | 0.35  |
| Mamelodi Sundowns    | Sudáfrica     | 2019          | 12    | 2     | 0.17  |
| Auckland City        | Nueva Zelanda | 2020 - 2023   | 73    | 44    | 0.6   |
| Western Springs      | Nueva Zelanda | 2024-presente | 19    | 18    | 0.95  |
| Total                |               |               | 297   | 177   | 0.6   |

## Palmarés

### Campeonatos nacionales
| Título                    | Club                            | País          | Año     |
| ------------------------- | ------------------------------- | ------------- | ------- |
| Charity Cup               | Auckland City                   | Nueva Zelanda | 2011    |
| Charity Cup               | Auckland City                   | Nueva Zelanda | 2013    |
| Premiership               | Auckland City                   | Nueva Zelanda | 2013-14 |
| Premiership               | Auckland City                   | Nueva Zelanda | 2014-15 |
| Charity Cup               | Auckland City                   | Nueva Zelanda | 2015    |
| Charity Cup               | Auckland City                   | Nueva Zelanda | 2016    |
| Premiership               | Auckland City                   | Nueva Zelanda | 2017-18 |
| Liga premier de Sudáfrica | Mamelodi Sundowns Football Club | Sudáfrica     | 2019    |

### Campeonatos internacionales
| Título            | Club          | País          | Año     |
| ----------------- | ------------- | ------------- | ------- |
| Liga de Campeones | Auckland City | Nueva Zelanda | 2011-12 |
| Liga de Campeones | Auckland City | Nueva Zelanda | 2013    |
| Liga de Campeones | Auckland City | Nueva Zelanda | 2014    |
| Liga de Campeones | Auckland City | Nueva Zelanda | 2015    |
| Liga de Campeones | Auckland City | Nueva Zelanda | 2016    |
| Liga de Campeones | Auckland City | Nueva Zelanda | 2017    |
| Liga de Campeones | Auckland City | Nueva Zelanda | 2022    |
| Liga de Campeones | Auckland City | Nueva Zelanda | 2023    |

### Campeonatos amistosos
| Título              | Club          | País          | Año  |
| ------------------- | ------------- | ------------- | ---- |
| Copa Presidente OFC | Auckland City | Nueva Zelanda | 2014 |

### Distinciones individuales
| Distinción                                      | Año     |
| ----------------------------------------------- | ------- |
| Goleador de la Premiership de Nueva Zelanda     | 2013-14 |
| Goleador de la Liga de Campeones de la OFC      | 2014    |
| Mejor jugador de la Liga de Campeones de la OFC | 2014    |
| Goleador de la Copa Presidente de la OFC        | 2014    |
| Goleador de la Premiership de Nueva Zelanda     | 2017-18 |